# Steniatyn
Steniatyn – wieś w Polsce położona w województwie lubelskim, w powiecie tomaszowskim, w gminie Łaszczów.
Wieś położona jest nad rzeką Kamień, przy drodze wojewódzkiej nr .
W latach 1975–1998 miejscowość administracyjnie należała do województwa zamojskiego.
Wieś stanowi sołectwo gminy Łaszczów. Według Narodowego Spisu Powszechnego z roku 2011 wieś liczyła 222 mieszkańców. W skład sołectwa Steniatyn wchodzi także kolonia Steniatyn-Kolonia.
Wierni Kościoła rzymskokatolickiego należą do parafii Świętych Apostołów Piotra i Pawła w Łaszczowie.

## Części wsi
| SIMC    | Nazwa    | Rodzaj    |
| ------- | -------- | --------- |
| 0894109 | Mielniki | część wsi |
| 0894115 | Nadłącze | część wsi |
| 0894121 | Śluza    | część wsi |

## Historia
W 1406 roku Ziemowit IV, książę bełski nadał Stanisławowi Rykale z Wysokiej miejscowości Steniatyn i Łachowce. W roku 1409 Steniatyn przeszedł na jego bratanka Prandotę. W 1446 roku miejscowość należała do Dobiesława z Byszowa herbu Jastrzębiec, starosty, kasztelana i wojewody bełskiego i liczyła wtedy 7 łanów użytków, karczmę z ½ łana użytków, młyn i cerkiew. W latach 1469–1484 występował Jan z Byszowa i Steniatyna, którego zabił Mikołaj Branicki z Brańczy. Jan Łaźniewski ze Steniatyna zabezpieczył w 1482 roku na Steniatynie 30 grzywien i 30 złotych węgierskich Janowi Łaszczowi z Nieledwi, a w 1484 roku odprawił 240 grzywien posagu i wiana żonie Olechnie, córce Dymitra Poryckiego na połowie wsi, a drugą połowę sprzedał za 200 grzywien Andrzejowi Magierze. Zmarł on bezdzietny w 1491 roku, a Steniatyn (połowę) przejął zapewne jego brat Andrzej, bowiem jego syn Jan w 1493 roku odprawił za zgodą ojca 800 grzywien posagu i wiana Steniatynie i Strzyżowie żonie Marcie z Odnowa.
W 1492 roku właścicielem części wsi był Anioł ze Steniatyna i Byszowa, który przekazał ją w 1518 roku swojej córce Katarzynie Zawadzkiej. W 1572 roku część wsi była we władaniu Jana Łaźniewskiego, żonatego z Elżbietą Chodorowską, których synowie: Jakub i Maciej byli dziedzicami Steniatyna. Według rejestru poborowego z 1531 roku we wsi było 1.5 łana użytków i młyn o 1 kole, natomiast w 1578 roku wieś liczyła 2 łany gruntów, 4 zagrodników z ziemią i 3 komorników i należała do Jana Zawadzkiego. Na początku XVIII wieku Steniatyn należał do Stefana Snopkowskiego herbu Rawa, chorążego koronnego, który zmarł prawdopodobnie bezdzietnie w 1622 roku.
W 1654 roku istniał we wsi dwór sosnowo-dębowy na planie prostokąta, z belwederem, trójdzielny, dwutraktowy z sienią na osi i gankiem od frontu. Po bokach sieni w każdym trakcie znajdował się pokój o 4 oknach i schody prowadzące na górną kondygnację. Na niej znajdowała się sala mała o 2 oknach wychodzących na ogród włoski. Dwór ogrzewany był dwoma piecami moskiewskimi. Budynek przykrywał dach z dwoma „wydatkami” od front. Dwór wybudowano przed rokiem 1654, a w tym roku położono nowy dach. Prawdopodobnie ten dwór spłoną w 1723 roku.
W 1718 roku właścicielami wsi byli Żulińscy, którzy oddali ją w zastaw Lityńskiemu. W 1732 roku Steniatyn znalazł się w posiadaniu Kazimierza Tadeusza Polanowskiego, który był kolatorem miejscowej cerkwi. W 1752 roku połowa Steniatyna należała do Ignacego Leszczyńskiego, żonatego z Eufrozyną Iwanicką, po którym od 1758 roku dziedziczył bratanek Józef Benedykt Leszczyński, natomiast druga połowa należała do Felicjana Łabęckiego. W 1773 roku po Felicjanie dziedziczyli jego synowie: Józef i Karol. W późniejszym czasie dobra te zostały podzielone pomiędzy kolejnych spadkobierców: Józefa, Michała, Mieczysława, Cypriana i Marię Łabęckich. Jednak właściciele majątku nie dbali o istniejący we wsi dwór, mieszkali bowiem gdzie indziej. W 1815 roku część wsi należała do Łabęckiego.
Druga połowa wsi w XVIII wieku była w posiadaniu Antoniego Leszczyńskiego, sędziego grodzkiego grabowickiego i cześnika bełskiego, ożenionego z Teklą Kunicką. Zmarł on bezdzietny w 1800 roku. Zapewne wówczas tę część wsi kupili Łabęccy, notowani później jako jedyni właściciele. W 1866 roku Łabęccy sprzedali majątek liczący 681 mórg ziemi ornej i ogrodów, 57 mórg lasu i 150 mórg łąk Józefowi i Magdalenie Hryniewieckim. Nowi właściciele dokonali przebudowy siedziby dworskiej znacznie ją rozbudowując. Na północ od dworu stała wtedy stajnia, a przy sadzawce był młyn parowy. W połowie XIX wieku założono tu park przydworski. W listopadzie 1906 roku Hryniewieccy sprzedali wieś za 72 250 rubli Walentemu Wincentowi Kosztowskiemu, żonategmu z Zofią z Hryniewieckich. Starał się on wyciągnąć z majątku maksymalne korzyści przez sukcesywną sprzedaż kolejnych parceli, a w założeniu dworskim urządził wytwórnie serów. W 1908 roku sprzedał pozostały majątek za sumę 70 tys. rubli Aleksandrowi Szeptyckiemu. W czasie I wojny światowej siedziba dworska została częściowo zniszczona. W 1920 roku majątek rozparcelowano, a siedlisko dworskie kupił Smółka z zięciem Michałem Gajewskim.
Spis z 1827 roku notował wieś w powiecie tomaszowskim i parafii Łaszczów. Liczyła wówczas 57 domów i 410 mieszkańców. Pod koniec XIX wieku w Steniatynie były 84 domy i 627 mieszkańców, w tym 107 katolików i 13 Żydów oraz 1180 mórg gruntów. Według spisu z 1921 roku wieś liczyła 110 domów i 586 mieszkańców, w tym 455 Ukraińców i 24 Żydów, natomiast Kolonie Steniatyn I, II, III liczyły łącznie 24 domy i 259 mieszkańców, w tym 32 Ukraińców. W 1929 roku Michał Gajewski posiadał we wsi młyn, a A. Gwoździuk wiatrak.
W 1944 roku tutejszy dwór i budynki gospodarcze zostały zniszczone przez UPA, a ogrody dworskie uległy dewastacji. Rodzina Gajewskich opuściła Steniatyn i udała się do Chełmna.
1 czerwca 1944 r. na pobliskiej kolonii Steniatyn polskie podziemie (AK) zabiło 32 Ukraińców (w tym 13 kobiet i 6 dzieci).
Pierwsze wzmianki o cerkwi w Steniatynie pochodzą z 1472 roku. Notują je źródła z 1564 roku i przed 1674 rokiem. W 1760 roku istniał we wsi drewniana cerkiew parafialna pw. św. Jerzego Męczennika, która należała do dekanatu tyszowieckiego. Ostatnia cerkiew drewniana z 1856 roku była użytkowana do II wojny światowej, a rozebrano ją na początku lat 50.
Pierwotnie cmentarz grzebalny istniał tylko przy cerkwi i był on użytkowany do lat trzydziestych XX wieku. Ze względu na brak miejsca założono wtedy nowy cmentarz w kształcie trapezu o powierzchni 0,6 ha, który był użytkowany do końca II wojny światowej.
W 1954 roku otwarto nową drewnianą szkołę w Steniatynie.